# 2003–2004-es négysánc-verseny
A 2003–2004-es négysánc-verseny, a 2003–2004-es síugró-világkupa részeként került megrendezésre, melyet hagyományosan Oberstdorfban, Garmisch-Partenkirchenben (Németország), valamint Innsbruckban és Bischofshofenben (Ausztria) tartottak 2003. december 28. és 2004. január 6. között.
A torna győztese a norvég Sigurd Pettersen lett, megelőzve az osztrák Martin Höllwarthot és a szlovén Peter Žontát.

## Eredmények

### Oberstdorf
Schattenbergschanze HS 137

2003. december 28-29.
| Helyezés | Név                | Pontok |
| -------- | ------------------ | ------ |
| 1        | Sigurd Pettersen   | 295.2  |
| 2        | Thomas Morgenstern | 272.7  |
| 3        | Martin Höllwarth   | 269.1  |
| 4        | Michael Uhrmann    | 267.9  |
| 5        | Kaszai Noriaki     | 261.8  |
| 6        | Rok Benkovič       | 261.6  |
| 7        | Georg Spaeth       | 261.3  |
| 8        | Tommy Ingebrigtsen | 260.2  |
| 9        | Adam Małysz        | 254.4  |
| 9        | Roar Ljøkelsøy     | 254.4  |

### Garmisch-Partenkirchen
Große Olympiaschanze HS 142

2003. december 31. - 2004. január 1.
| Helyezés | Név                  | Pontok |
| -------- | -------------------- | ------ |
| 1        | Sigurd Pettersen     | 253.8  |
| 2        | Martin Höllwarth     | 253.1  |
| 3        | Georg Spaeth         | 248.7  |
| 4        | Janne Ahonen         | 248.5  |
| 5        | Peter Žonta          | 241.2  |
| 6        | Kaszai Noriaki       | 239.8  |
| 7        | Michael Uhrmann      | 238.6  |
| 8        | Thomas Morgenstern   | 233.7  |
| 9        | Sven Hannawald       | 231.9  |
| 10       | Veli-Matti Lindström | 230.8  |

### Innsbruck
Bergiselschanze HS 130

2004. január 3-4.
| Helyezés | Név                  | Pontok |
| -------- | -------------------- | ------ |
| 1        | Peter Žonta          | 265.2  |
| 2        | Veli-Matti Lindström | 253.9  |
| 3        | Janne Ahonen         | 253.8  |
| 4        | Sigurd Pettersen     | 251.8  |
| 5        | Martin Höllwarth     | 251.7  |
| 6        | Kaszai Noriaki       | 249.5  |
| 7        | Thomas Morgenstern   | 247.6  |
| 8        | Lars Bystøl          | 245.7  |
| 9        | Sven Hannawald       | 244.4  |
| 10       | Georg Spaeth         | 242.6  |

### Bischofshofen
Paul-Ausserleitner-Schanze HS 142

2004. január 6.
| Helyezés | Név                  | Pontok |
| -------- | -------------------- | ------ |
| 1        | Sigurd Pettersen     | 265.8  |
| 2        | Peter Žonta          | 263.4  |
| 3        | Janne Ahonen         | 261.3  |
| 4        | Thomas Morgenstern   | 258.9  |
| 5        | Martin Höllwarth     | 257.6  |
| 6        | Georg Spaeth         | 257.2  |
| 7        | Veli-Matti Lindström | 256.1  |
| 8        | Matti Hautamäki      | 251.7  |
| 9        | Michael Uhrmann      | 250.2  |
| 10       | Roar Ljøkelsøy       | 247.1  |

## Végeredmény
| Helyezés | Név                | Oberstdorf | Garmisch-Partenkirchen | Innsbruck | Bischofshofen | Pontok |
| -------- | ------------------ | ---------- | ---------------------- | --------- | ------------- | ------ |
| 1        | Sigurd Pettersen   | 1.         | 1.                     | 4.        | 1.            | 1066.6 |
| 2        | Martin Höllwarth   | 3.         | 2.                     | 5.        | 5.            | 1031.5 |
| 3        | Peter Žonta        | 11.        | 5.                     | 1.        | 2.            | 1023.6 |
| 4        | Thomas Morgenstern | 2.         | 8.                     | 7.        | 4.            | 1012.9 |
| 5        | Janne Ahonen       | 13.        | 4.                     | 3.        | 3.            | 1012.6 |
| 6        | Georg Spaeth       | 7.         | 3.                     | 10.       | 6.            | 1009.8 |
| 7        | Michael Uhrmann    | 4.         | 7.                     | 11.       | 9.            | 998.7  |
| 8        | Kaszai Noriaki     | 5.         | 6.                     | 6.        | 11.           | 996.5  |
| 9        | Roar Ljøkelsøy     | 9.         | 14.                    | 19.       | 10.           | 956.5  |
| 10       | Lars Bystøl        | 21.        | 11.                    | 8.        | 13.           | 952.6  |